# 레반호악

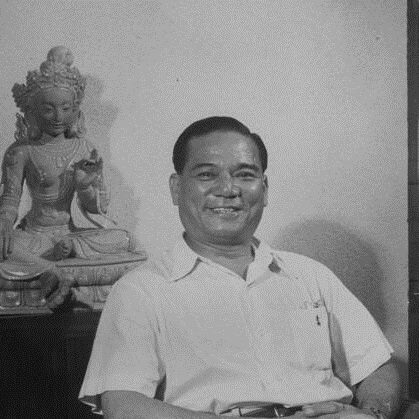
레반호악

레반호악(베트남어: Lê Văn Hoạch, 1896년 ~ 1978년)은 베트남의 정치인이다. 1946년 11월 26일부터 1947년 9월 29일까지 남베트남의 총리를 역임했다.